# Hluboké Mašůvky
Hluboké Mašůvky település Csehországban, a Znojmói járásban. Hluboké Mašůvky Znojmo, Plenkovice, Rudlice, Bojanovice, Plaveč, Kravsko, Únanov és Vevčice településekkel határos. Lakosainak száma 851 fő (2024. január 1.).

## Népesség
A település lakosságának változását az alábbi diagram mutatja:
| Lakosok száma | 518  | 628  | 695  | 778  | 738  | 789  | 805  | 829  | 836  | 851  |
|               | 1869 | 1900 | 1921 | 1961 | 1980 | 2011 | 2016 | 2019 | 2021 | 2024 |